# 秕壳草
秕壳草（学名：Leersia sayanuka）为禾本科假稻属下的一个种。

## 扩展阅读
- 維基物種上的相關：秕壳草